# Mistrzostwa Świata Juniorów w Hokeju na Lodzie 2020/Elita
Mistrzostwa Świata Juniorów w Hokeju na Lodzie Elity 2020 odbyły się w dniach 26 grudnia 2019-5 stycznia 2020 w Czechach. Jako miasta goszczące najlepsze reprezentacje świata zostały wybrane Ostrawa i Trzyniec. Do 44. turnieju o złoty medal mistrzostw świata juniorów zakwalifikowano 10 narodowych reprezentacji.

## Grupa A
Tabela
| Lp. | Zespół     | M | Pkt | Z | Zd | Pd | P | G+ | G- | +/− |
| --- | ---------- | - | --- | - | -- | -- | - | -- | -- | --- |
| 1   | Szwecja    | 4 | 11  | 3 | 1  | 0  | 0 | 20 | 8  | +12 |
| 2   | Szwajcaria | 4 | 9   | 3 | 0  | 0  | 1 | 19 | 12 | +7  |
| 3   | Finlandia  | 4 | 7   | 2 | 0  | 1  | 1 | 19 | 10 | +9  |
| 4   | Słowacja   | 4 | 3   | 1 | 0  | 0  | 3 | 8  | 22 | -14 |
| 5   | Kazachstan | 4 | 0   | 0 | 0  | 0  | 4 | 7  | 21 | -14 |

    = awans do ćwierćfinałów     = baraż o utrzymanie
Wyniki
| 26 grudnia 2019 | Szwajcaria | 5:3 | Kazachstan | Werk Arena, Trzyniec |

| Szczegóły      | Szczegóły | Szczegóły       | Szczegóły                                                        | Szczegóły                                                                                              |
| -------------- | --- | --------------- | ---------------------------------------------------------------- | --- |
| Godzina: 15:00 | M. Verboon (EQ) 02:49 J. Gerber (PP) 18:51 J. Salzgeber (EQ) 30:37 G-M. Wetter (EQ) 48:55 M. Verboon – 53:54 | (2:1, 1:2, 2:0) | 15:10 (EQ) M. Musorow 24:54 (EQ) R. Diomin 35:39 (EQ) D. Musorow | Widzów: 1397 Sędzia główny: Oldřich Hejduk Kristian Vikman Sędziowie liniowi: Riley Bowles Cody Huseby |
| Godzina: 15:00 | 8 min. kar                                                                                                   |                 | 6 min. kar                                                       | Widzów: 1397 Sędzia główny: Oldřich Hejduk Kristian Vikman Sędziowie liniowi: Riley Bowles Cody Huseby |

| 26 grudnia 2019 | Szwecja | 3:2 pd. | Finlandia | Werk Arena, Trzyniec |

| Szczegóły      | Szczegóły                                                        | Szczegóły            | Szczegóły                                  | Szczegóły |
| -------------- | ---------------------------------------------------------------- | -------------------- | ------------------------------------------ | --- |
| Godzina: 19:00 | N. Höglander (EQ) 21:05 S. Fagemo (EQ) 54:51 A. Holtz (PP) 64:55 | (0:1, 1:1, 1:0, 1:0) | 16:21 (EQ) P. Puistola 33:35 (EQ) K. Tanus | Widzów: 4471 Sędzia główny: Michael Campbell Siergiej Morozow Sędziowie liniowi: Jonas Merten Nikita Szałagin |
| Godzina: 19:00 | 10 min. kar                                                      |                      | 12 min. kar                                | Widzów: 4471 Sędzia główny: Michael Campbell Siergiej Morozow Sędziowie liniowi: Jonas Merten Nikita Szałagin |

| 27 grudnia 2019 | Słowacja | 3:1 | Kazachstan | Werk Arena, Trzyniec |

| Szczegóły      | Szczegóły                                                     | Szczegóły       | Szczegóły             | Szczegóły |
| -------------- | ------------------------------------------------------------- | --------------- | --------------------- | --- |
| Godzina: 15:00 | O. Okuliar (PP) 24:49 D. Tkáč (EQ) 57:04 R. Džugan (EN) 59:53 | (0:0, 1:1, 2:0) | 29:43 (PP) M. Musorow | Widzów: 4915 Sędzia główny: André Schrader Michael Tscherrig Sędziowie liniowi: Vít Lederer Tobias Nordlander |
| Godzina: 15:00 | 24 min. kar                                                   |                 | 20 min. kar           | Widzów: 4915 Sędzia główny: André Schrader Michael Tscherrig Sędziowie liniowi: Vít Lederer Tobias Nordlander |

| 28 grudnia 2019 | Finlandia | 8:1 | Słowacja | Werk Arena, Trzyniec |

| Szczegóły      | Szczegóły | Szczegóły       | Szczegóły            | Szczegóły                                                                                                 |
| -------------- | --- | --------------- | -------------------- | --- |
| Godzina: 15:00 | P.Puistola (PP) 04:52 Ak. Räty (EQ) 13:21 J. Oden (PP) 27:15 Aa. Räty (EQ) 28:26 M. Kokkonen (EQ) 33:14 E. Erholtz (EQ) 34:51 Ak. Räty (EQ) 39:30 V. Petman (EQ) 52:03 | (2:0, 5:1, 1:0) | 36:34 (PP) R. Džugan | Widzów: 4 915 Sędzia główny: Iwan Fatiejew Oldřich Hejduk Sędziowie liniowi: Riley Bowles David Obwegeser |
| Godzina: 15:00 | 10 min. kar |                 | 18 min. kar          | Widzów: 4 915 Sędzia główny: Iwan Fatiejew Oldřich Hejduk Sędziowie liniowi: Riley Bowles David Obwegeser |

| 28 grudnia 2019 | Szwajcaria | 2:5 | Szwecja | Werk Arena, Trzyniec |

| Szczegóły      | Szczegóły                                | Szczegóły       | Szczegóły | Szczegóły |
| -------------- | ---------------------------------------- | --------------- | --- | --- |
| Godzina: 19:00 | G. Kohler (PP) 39:47 N. Gross (EQ) 54:09 | (0:2, 1:3, 1:0) | 03:25 (EQ) S. Fagemo 09:58 (EQ) S. Fagemo 21:28 (PP) N. Höglander 29:02 (EQ) K. Henriksson 34:12 (PP) L. Raymond | Widzów: 4 109 Sędzia główny: Sean MacFarlane André Schrader Sędziowie liniowi: Markus Hägerström Vít Lederer |
| Godzina: 19:00 | 10 min. kar                              |                 | 16 min. kar | Widzów: 4 109 Sędzia główny: Sean MacFarlane André Schrader Sędziowie liniowi: Markus Hägerström Vít Lederer |

| 29 grudnia 2019 | Kazachstan | 1:7 | Finlandia | Werk Arena, Trzyniec |

| Szczegóły      | Szczegóły              | Szczegóły       | Szczegóły | Szczegóły |
| -------------- | ---------------------- | --------------- | --- | --- |
| Godzina: 15:00 | A. Bujalski (PP) 10:13 | (1:2, 0:2, 0:3) | 06:01 (PP) P. Puistola 14:31 (EQ) K. Tanus 20:54 (PP) M. Maccelli 32:37 (EQ) Aa. Räty 47:06 (EQ) P. Puistola 53:49 (EQ) M. Kokkonen 57:58 (EQ) K. Nousiainen | Widzów: 3012 Sędzia główny: Fraser Lawrence Vladimír Pešina Sędziowie liniowi: Ludvig Lundgren Nikita Szałagin |
| Godzina: 15:00 | 10 min. kar            |                 | 18 min. kar | Widzów: 3012 Sędzia główny: Fraser Lawrence Vladimír Pešina Sędziowie liniowi: Ludvig Lundgren Nikita Szałagin |

| 30 grudnia 2019 | Kazachstan | 2:6 | Szwecja | Werk Arena, Trzyniec |

| Szczegóły      | Szczegóły                                 | Szczegóły       | Szczegóły | Szczegóły                                                                                              |
| -------------- | ----------------------------------------- | --------------- | --- | --- |
| Godzina: 15:00 | O. Boiko (EQ) 31:38 M. Musorow (EQ) 53:57 | (0:1, 1:4, 1:1) | 15:12 (EQ) S. Fagemo 22:37 (PP) S. Fagemo 24:08 (EQ) L.Öberg 27:40 (PP) N. Höglander 30:57 (PP) J. Berggren 51:13 (EQ) L. Raymond | Widzów: 2375 Sędzia główny: Lassi Heikkinen Oldřich Hejduk Sędziowie liniowi: Riley Bowles Šimon Synek |
| Godzina: 15:00 | 8 min. kar                                |                 | 4 min. kar | Widzów: 2375 Sędzia główny: Lassi Heikkinen Oldřich Hejduk Sędziowie liniowi: Riley Bowles Šimon Synek |

| 30 grudnia 2019 | Słowacja | 2:7 | Szwajcaria | Werk Arena, Trzyniec |

| Szczegóły      | Szczegóły                                      | Szczegóły       | Szczegóły | Szczegóły                                                                                                |
| -------------- | ---------------------------------------------- | --------------- | --- | --- |
| Godzina: 19:00 | M. Faško-Rudáš (SH) 38:34 R. Džugan (PP) 46:37 | (0:3, 1:2, 1:2) | 07:55 (EQ) G. Kohler 10:04 (PP) G. Kohler 14:49 (EQ) V. Nussbaumer 33:21 (EQ) S. Kank 39:55 (EQ) S. Schmid 50:09 (PP) M. Henauer 52:27 (EQ) M. Verboon | Widzów: 4915 Sędzia główny: Michael Campbell Vladimír Pešina Sędziowie liniowi: Vít Lederer Jonas Merten |
| Godzina: 19:00 | 12 min. kar                                    |                 | 14 min. kar | Widzów: 4915 Sędzia główny: Michael Campbell Vladimír Pešina Sędziowie liniowi: Vít Lederer Jonas Merten |

| 31 grudnia 2019 | Szwecja | 6:2 | Słowacja | Werk Arena, Trzyniec |

| Szczegóły      | Szczegóły | Szczegóły       | Szczegóły                                  | Szczegóły                                                                                                 |
| -------------- | --- | --------------- | ------------------------------------------ | --- |
| Godzina: 15:00 | A. Holtz (EQ) 08:59 A. Eriksson (EQ) 09:14 P. Broberg (SH) 13:16 O. Bäck (EQ) 25:08 A. Holtz (PP) 36:09 S. Fagemo (PP) 59:44 | (3:0, 2:0, 1:2) | 45:17 (PP) K. Kováčik 58:03 (EQ) R. Džugan | Widzów: 4154 Sędzia główny: Fraser Lawrence André Schrader Sędziowie liniowi: Cody Huseby David Obwegeser |
| Godzina: 15:00 | 14 min. kar |                 | 20 min. kar                                | Widzów: 4154 Sędzia główny: Fraser Lawrence André Schrader Sędziowie liniowi: Cody Huseby David Obwegeser |

| 31 grudnia 2019 | Finlandia | 2:5 | Szwajcaria | Werk Arena, Trzyniec |

| Szczegóły      | Szczegóły                              | Szczegóły       | Szczegóły                                                                                               | Szczegóły |
| -------------- | -------------------------------------- | --------------- | --- | --- |
| Godzina: 19:00 | A. Honka (PP) 12:49 J. Oden (EQ) 28:33 | (1:0, 1:3, 0:2) | 20:19 (EQ) F. Berri 22:18 (EQ) G. Jobin 36:03 (EQ) F. Berri 50:03 (EQ) S. Knak 59:48 (SH) V. Nussbaumer | Widzów: 1573 Sędzia główny: Andreas Harnebring Siergiej Morozow Sędziowie liniowi: Ludvig Lundgren Tobias Nordlander |
| Godzina: 19:00 | 6 min. kar                             |                 | 8 min. kar                                                                                              | Widzów: 1573 Sędzia główny: Andreas Harnebring Siergiej Morozow Sędziowie liniowi: Ludvig Lundgren Tobias Nordlander |

## Grupa B
Tabela
| Lp. | Zespół            | M | Pkt | Z | Zd | Pd | P | G+ | G- | +/− |
| --- | ----------------- | - | --- | - | -- | -- | - | -- | -- | --- |
| 1   | Kanada            | 4 | 9   | 3 | 0  | 0  | 1 | 17 | 13 | +4  |
| 2   | Stany Zjednoczone | 4 | 8   | 2 | 1  | 0  | 1 | 17 | 13 | +4  |
| 3   | Rosja             | 4 | 6   | 2 | 0  | 0  | 2 | 16 | 8  | +8  |
| 4   | Czechy            | 4 | 4   | 1 | 0  | 1  | 2 | 12 | 18 | -6  |
| 5   | Niemcy            | 4 | 3   | 1 | 0  | 0  | 3 | 9  | 19 | -10 |

    = awans do ćwierćfinałów     = baraż o utrzymanie
Wyniki
| 26 grudnia 2019 | Czechy | 4:3 | Rosja | Ostravar Aréna, Ostrawa |

| Szczegóły      | Szczegóły                                                                           | Szczegóły       | Szczegóły                                                        | Szczegóły                                                                                                  |
| -------------- | ----------------------------------------------------------------------------------- | --------------- | ---------------------------------------------------------------- | --- |
| Godzina: 15:00 | Š. Kubíček (PP) 02:46 J. Myšák (EQ) 07:41 M. Blümel (EQ) 25:31 J. Jeník (PP2) 37:25 | (2:2, 2:1, 0:0) | 10:19 (EQ) J.Zamula 14:32 (EQ) W. Podkołzin 26:16 (EQ) J. Zamula | Widzów: 8693 Sędzia główny: Fraser Lawrence Sean MacFarlane Sędziowie liniowi: David Obwegeser Šimon Synek |
| Godzina: 15:00 | 12 min. kar                                                                         |                 | 26 min. kar                                                      | Widzów: 8693 Sędzia główny: Fraser Lawrence Sean MacFarlane Sędziowie liniowi: David Obwegeser Šimon Synek |

| 26 grudnia 2019 | Kanada | 6:4 | Stany Zjednoczone | Ostravar Aréna, Ostrawa |

| Szczegóły      | Szczegóły | Szczegóły       | Szczegóły                                                                             | Szczegóły |
| -------------- | --- | --------------- | ------------------------------------------------------------------------------------- | --- |
| Godzina: 19:00 | C. McMichael (EQ) 23:31 B. Hayton (PP) 26:34 N. Foote (PP) 33:03 B. Hayton (PP) 50:47 A. Lafrenière (EQ) 56:49 Ty. Dellandrea (EN) 58:50 | (0:2, 3:0, 3:2) | 03:10 (PP) S. Pinto 18:32 (PP) A. Kaliyev 52:45 (EQ) N. Robertson 56:42 (PP) S. Pinto | Widzów: 8693 Sędzia główny: Andreas Harnebring Lassi Heikkinen Sędziowie liniowi: Markus Hägerström Ludvig Lundgren |
| Godzina: 19:00 | 10 min. kar |                 | 10 min. kar                                                                           | Widzów: 8693 Sędzia główny: Andreas Harnebring Lassi Heikkinen Sędziowie liniowi: Markus Hägerström Ludvig Lundgren |

| 27 grudnia 2019 | Niemcy | 3:6 | Stany Zjednoczone | Ostravar Aréna, Ostrawa |

| Szczegóły      | Szczegóły                                                          | Szczegóły       | Szczegóły | Szczegóły                                                                                                |
| -------------- | ------------------------------------------------------------------ | --------------- | --- | --- |
| Godzina: 19:00 | J-J. Peterka (PP) 02:32 J-J. Peterka (PP) 22:53 D. Bokk (EQ) 28:36 | (1:2, 2:2, 0:2) | 07:04 (EQ) J. Harris 18:37 (EQ) Z. Jones 34:16 (EQ) S. Pinto 38:31 (EQ) C. Hall 47:18 (PP) B. Brink 50:51 (EQ) O. Wahlstrom | Widzów: 5013 Sędzia główny: Iwan Fatiejew Vladimír Pešina Sędziowie liniowi: Nikita Szałagin Šimon Synek |
| Godzina: 19:00 | 8 min. kar                                                         |                 | 12 min. kar | Widzów: 5013 Sędzia główny: Iwan Fatiejew Vladimír Pešina Sędziowie liniowi: Nikita Szałagin Šimon Synek |

| 28 grudnia 2019 | Czechy | 3:4 | Niemcy | Ostravar Aréna, Ostrawa |

| Szczegóły      | Szczegóły                                                      | Szczegóły       | Szczegóły                                                                            | Szczegóły                                                                                                   |
| -------------- | -------------------------------------------------------------- | --------------- | ------------------------------------------------------------------------------------ | --- |
| Godzina: 15:00 | M. Haš (PP) 16:41 J. Jeník (EQ) 49:17 L. Zábranský (PP2) 52:30 | (1:2, 0:1, 2:1) | 01:41 (PP) L. Reichel 07:31 (EQ) J-J. Peterka 33:22 (PP2) D. Bokk 47:33 (PP) D. Bokk | Widzów: 8693 Sędzia główny: Michael Campbell Lassi Heikkinen Sędziowie liniowi: Cody Huseby Ludvig Lundgren |
| Godzina: 15:00 | 38 min. kar                                                    |                 | 32 min. kar                                                                          | Widzów: 8693 Sędzia główny: Michael Campbell Lassi Heikkinen Sędziowie liniowi: Cody Huseby Ludvig Lundgren |

| 28 grudnia 2019 | Rosja | 6:0 | Kanada | Ostravar Aréna, Ostrawa |

| Szczegóły      | Szczegóły | Szczegóły       | Szczegóły  | Szczegóły |
| -------------- | --- | --------------- | ---------- | --- |
| Godzina: 19:00 | A. Chowanow (EQ) 01:44 P. Dorofiejew(EQ) 10:14 N. Rciszczew (EQ) 13:43 N. Aleksandrow (EQ) 22:18 J. Sokołow (EQ) 33:09 G. Denisienko (EQ) 36:24 | (3:0, 3:0, 0:0) |            | Widzów: 8693 Sędzia główny: Michael Tscherrig Kristian Vikman Sędziowie liniowi: Jonas Merten Tobias Nordlander |
| Godzina: 19:00 | 16 min. kar |                 | 8 min. kar | Widzów: 8693 Sędzia główny: Michael Tscherrig Kristian Vikman Sędziowie liniowi: Jonas Merten Tobias Nordlander |

| 29 grudnia 2019 | Stany Zjednoczone | 3:1 | Rosja | Ostravar Aréna, Ostrawa |

| Szczegóły      | Szczegóły                                                           | Szczegóły       | Szczegóły             | Szczegóły                                                                                                  |
| -------------- | ------------------------------------------------------------------- | --------------- | --------------------- | --- |
| Godzina: 19:00 | A. Kaliyev (PP) 36:41 N. Robertson (EQ) 36:47 A. Kaliyev (EQ) 41:20 | (0:0, 2:0, 1:1) | 43:04 (EQ) A. Romanow | Widzów: 8693 Sędzia główny: Michael Campbell Andreas Harnebring Sędziowie liniowi: Cody Huseby Vít Lederer |
| Godzina: 19:00 | 16 min. kar                                                         |                 | 26 min. kar           | Widzów: 8693 Sędzia główny: Michael Campbell Andreas Harnebring Sędziowie liniowi: Cody Huseby Vít Lederer |

| 30 grudnia 2019 | Niemcy | 1:4 | Kanada | Ostravar Aréna, Ostrawa |

| Szczegóły      | Szczegóły              | Szczegóły       | Szczegóły                                                                                | Szczegóły |
| -------------- | ---------------------- | --------------- | ---------------------------------------------------------------------------------------- | --- |
| Godzina: 15:00 | Y. Valenti (PP2) 58:53 | (0:1, 0:2, 1:1) | 11:50 (EQ) N. Foote 32:24 (EQ) L. Foudy 34:01 (PP2) C. Addison 59:50 (SH) Ty. Dellandrea | Widzów: 6102 Sędzia główny: Sean MacFarlane Siergiej Morozow Sędziowie liniowi: Markus Hägerström Nikita Szałagin |
| Godzina: 15:00 | 8 min. kar             |                 | 12 min. kar                                                                              | Widzów: 6102 Sędzia główny: Sean MacFarlane Siergiej Morozow Sędziowie liniowi: Markus Hägerström Nikita Szałagin |

| 30 grudnia 2019 | Stany Zjednoczone | 4:3 pd. | Czechy | Ostravar Aréna, Ostrawa |

| Szczegóły      | Szczegóły                                                                            | Szczegóły            | Szczegóły                                                            | Szczegóły |
| -------------- | ------------------------------------------------------------------------------------ | -------------------- | -------------------------------------------------------------------- | --- |
| Godzina: 19:00 | S. Pinto (PP) 03:45 A. Kaliyev (EQ) 21:19 J. Drury (EQ) 26:01 C. Caufield (EQ) 63:14 | (1:2, 2:0, 0:1, 1:0) | 09:35 (EQ) L. Zábranský 18:16 (PP2) L. Zábranský 48:41 (PP) P. Čajka | Widzów: 8693 Sędzia główny: André Schrader Kristian Vikman Sędziowie liniowi: Tobias Nordlander David Obwegeser |
| Godzina: 19:00 | 12 min. kar                                                                          |                      | 14 min. kar                                                          | Widzów: 8693 Sędzia główny: André Schrader Kristian Vikman Sędziowie liniowi: Tobias Nordlander David Obwegeser |

| 31 grudnia 2019 | Rosja | 6:1 | Niemcy | Ostravar Aréna, Ostrawa |

| Szczegóły      | Szczegóły | Szczegóły       | Szczegóły            | Szczegóły                                                                                                   |
| -------------- | --- | --------------- | -------------------- | --- |
| Godzina: 15:00 | K. Marczenko (EQ) 06:10 K. Marczenko (EQ) 13:19 G. Denisienko (PP) 34:19 P. Dorofiejew (PP) 34:59 P. Dorofiejew (PP) 38:40 D. Woronkow (EQ) 40:38 | (2:0, 3:0, 1:1) | 57:43 (EQ) N. Kinder | Widzów: 4628 Sędzia główny: Lassi Heikkinen Oldřich Hejduk Sędziowie liniowi: Markus Hägerström Šimon Synek |
| Godzina: 15:00 | 12 min. kar |                 | 10 min. kar          | Widzów: 4628 Sędzia główny: Lassi Heikkinen Oldřich Hejduk Sędziowie liniowi: Markus Hägerström Šimon Synek |

| 31 grudnia 2019 | Kanada | 7:2 | Czechy | Ostravar Aréna, Ostrawa |

| Szczegóły      | Szczegóły | Szczegóły       | Szczegóły                                       | Szczegóły                                                                                                |
| -------------- | --- | --------------- | ----------------------------------------------- | --- |
| Godzina: 19:00 | J. Veleno (PP) 04:41 N. Foote (PP) 09:57 B. Hayton (PP) 13:29 C. McMichael (PP) 14:30 L. Foudy (EQ) 31:34 D. Cozens (PP) 32:30 J. McIsaac (EQ) 50:00 | (4:0, 2:2, 1:0) | 31:10 (PP) V. Střondala 31:24 (EQ) L. Zábranský | Widzów: 8693 Sędzia główny: Iwan Fatiejew Michael Tscherrig Sędziowie liniowi: Riley Bowles Jonas Merten |
| Godzina: 19:00 | 8 min. kar |                 | 39 min. kar                                     | Widzów: 8693 Sędzia główny: Iwan Fatiejew Michael Tscherrig Sędziowie liniowi: Riley Bowles Jonas Merten |

## Turniej play-out
| 2 stycznia 2020 | Niemcy | 4:0 | Kazachstan | Ostravar Aréna, Ostrawa |

| Szczegóły      | Szczegóły                                                                             | Szczegóły       | Szczegóły   | Szczegóły |
| -------------- | ------------------------------------------------------------------------------------- | --------------- | ----------- | --- |
| Godzina: 10:00 | L. Reichel (EQ) 21:21 L. Brune (EQ) 31:48 J-J. Peterka (EQ) 41:09 D. Bokk (PP2) 51:47 | (0:0, 2:0, 2:0) |             | Widzów: 1022 Sędzia główny: Oldřich Hejduk Vladimír Pešina Sędziowie liniowi: Riley Bowles Markus Hägerström |
| Godzina: 10:00 | 6 min. kar                                                                            |                 | 12 min. kar | Widzów: 1022 Sędzia główny: Oldřich Hejduk Vladimír Pešina Sędziowie liniowi: Riley Bowles Markus Hägerström |

| 4 stycznia 2020 | Kazachstan | 4:1 | Niemcy | Ostravar Aréna, Ostrawa |

| Szczegóły      | Szczegóły                                                                                      | Szczegóły       | Szczegóły             | Szczegóły |
| -------------- | ---------------------------------------------------------------------------------------------- | --------------- | --------------------- | --- |
| Godzina: 11:00 | S. Aleksandrow (EQ) 04:39 O. Boiko (EQ) 25:05 S. Aleksandrow (EQ) 41:32 D. Czaporow (EN) 56:27 | (1:0, 1:0, 2:1) | 58:31 (EQ) L. Schinko | Widzów: 1489 Sędzia główny: Oldřich Hejduk Michael Tscherrig Sędziowie liniowi: Riley Bowles Tobias Nordlander |
| Godzina: 11:00 | 12 min. kar                                                                                    |                 | 6 min. kar            | Widzów: 1489 Sędzia główny: Oldřich Hejduk Michael Tscherrig Sędziowie liniowi: Riley Bowles Tobias Nordlander |

| 5 stycznia 2020 | Niemcy | 6:0 | Kazachstan | Ostravar Aréna, Ostrawa |

| Szczegóły      | Szczegóły | Szczegóły       | Szczegóły  | Szczegóły |
| -------------- | --- | --------------- | ---------- | --- |
| Godzina: 11:00 | D. Bokk (EQ) 12:18 D. Bokk (EQ) 30:12 T. Fleischer (EQ) 31:35 L. Reichel (EQ) 33:03 N. Heinzinger (EQ) 34:27 E. Mik (EQ) 55:45 | (1:0, 4:0, 1:0) |            | Widzów: 1124 Sędzia główny: Siergiej Morozow Michael Tscherrig Sędziowie liniowi: Markus Hägerström Vít Lederer |
| Godzina: 11:00 | 20 min. kar |                 | 2 min. kar | Widzów: 1124 Sędzia główny: Siergiej Morozow Michael Tscherrig Sędziowie liniowi: Markus Hägerström Vít Lederer |

## Faza pucharowa
Ćwierćfinały
| 2 stycznia 2020 | Szwajcaria | 1:3 | Rosja | Werk Arena, Trzyniec |

| Szczegóły      | Szczegóły           | Szczegóły       | Szczegóły                                                            | Szczegóły |
| -------------- | ------------------- | --------------- | -------------------------------------------------------------------- | --- |
| Godzina: 12:30 | G. Jobin (EQ) 27:08 | (0:0, 1:3, 0:0) | 21:12 (PP) D. Woronkow 34:07 (EQ) A. Chowanow 38:13 (PP) D. Woronkow | Widzów: 3158 Sędzia główny: Michael Campbell Lassi Heikkinen Sędziowie liniowi: Vít Lederer Tobias Nordlander |
| Godzina: 12:30 | 14 min. kar         |                 | 10 min. kar                                                          | Widzów: 3158 Sędzia główny: Michael Campbell Lassi Heikkinen Sędziowie liniowi: Vít Lederer Tobias Nordlander |

| 2 stycznia 2020 | Kanada | 6:1 | Słowacja | Ostravar Aréna, Ostrawa |

| Szczegóły      | Szczegóły | Szczegóły       | Szczegóły             | Szczegóły |
| -------------- | --- | --------------- | --------------------- | --- |
| Godzina: 15:00 | B. Hayton (EQ) 06:47 C. McMichael (EQ) 21:21 J. Bernard-Docker (EQ) 23:42 L. Foudy (EQ) 29:02 A. Lafrenière (PP) 30:50 B. Hayton (PP) 41:00 | (1:0, 4:0, 1:1) | 46:10 (EQ) O. Okuliar | Widzów: 7074 Sędzia główny: Sean MacFarlane Michael Tscherrig Sędziowie liniowi: Jonas Merten David Obwegeser |
| Godzina: 15:00 | 37 min. kar |                 | 32 min. kar           | Widzów: 7074 Sędzia główny: Sean MacFarlane Michael Tscherrig Sędziowie liniowi: Jonas Merten David Obwegeser |

| 2 stycznia 2020 | Stany Zjednoczone | 0:1 | Finlandia | Werk Arena, Trzyniec |

| Szczegóły      | Szczegóły   | Szczegóły       | Szczegóły          | Szczegóły                                                                                                   |
| -------------- | ----------- | --------------- | ------------------ | --- |
| Godzina: 17:30 |             | (0:0, 0:0, 0:1) | 44:23 (PP) J. Oden | Widzów: 4451 Sędzia główny: Iwan Fatiejew Andreas Harnebring Sędziowie liniowi: Ludvig Lundgren Šimon Synek |
| Godzina: 17:30 | 33 min. kar |                 | 4 min. kar         | Widzów: 4451 Sędzia główny: Iwan Fatiejew Andreas Harnebring Sędziowie liniowi: Ludvig Lundgren Šimon Synek |

| 2 stycznia 2020 | Szwecja | 5:0 | Czechy | Ostravar Aréna, Ostrawa |

| Szczegóły      | Szczegóły | Szczegóły       | Szczegóły   | Szczegóły                                                                                                   |
| -------------- | --- | --------------- | ----------- | --- |
| Godzina: 20:00 | N. Höglander (PP) 13:08 H. Gustafsson (SH) 15:09 N. Höglander (EQ) 20:45 V. Söderström (PS) 44:04 D. Gustafsson (PP) 50:44 | (2:0, 1:0, 2:0) |             | Widzów: 8693 Sędzia główny: Fraser Lawrence Siergiej Morozow Sędziowie liniowi: Chad Huseby Nikita Szałagin |
| Godzina: 20:00 | 2 min. kar |                 | 35 min. kar | Widzów: 8693 Sędzia główny: Fraser Lawrence Siergiej Morozow Sędziowie liniowi: Chad Huseby Nikita Szałagin |

Półfinały
| 4 stycznia 2020 | Szwecja | 4:5 pd. | Rosja | Ostravar Aréna, Ostrawa |

| Szczegóły      | Szczegóły                                                                              | Szczegóły            | Szczegóły | Szczegóły |
| -------------- | -------------------------------------------------------------------------------------- | -------------------- | --- | --- |
| Godzina: 15:00 | R. Sandin (EQ) 00:16 S. Fagemo (PP) 14:54 R. Sandin (PP) 31:02 N. Lundkvist (PP) 44:25 | (2:3, 1:0, 1:1, 0:1) | 03:04 (PP) I. Morozow 05:40 (PP) A. Chowanow 12:05 (EQ) J. Sokołow 48:35 (EQ) J. Sokołow 63:24 (EQ) I. Morozow | Widzów: 8693 Sędzia główny: Fraser Lawrence Kristian Vikman Sędziowie liniowi: Markus Hägerström Chad Huseby |
| Godzina: 15:00 | 35 min. kar                                                                            |                      | 18 min. kar | Widzów: 8693 Sędzia główny: Fraser Lawrence Kristian Vikman Sędziowie liniowi: Markus Hägerström Chad Huseby |

| 4 stycznia 2020 | Kanada | 5:0 | Finlandia | Ostravar Aréna, Ostrawa |

| Szczegóły      | Szczegóły | Szczegóły       | Szczegóły   | Szczegóły                                                                                                   |
| -------------- | --- | --------------- | ----------- | --- |
| Godzina: 19:00 | C. McMichael (EQ) 01:48 A. Lafrenière (EQ) 03:05 J. Drysdale (EQ) 03:55 T. Dellandrea (EQ) 14:49 A. Lafrenière (PP) 37:53 | (4:0, 1:0, 0:0) |             | Widzów: 8693 Sędzia główny: Sean MacFarlane Siergiej Morozow Sędziowie liniowi: Vít Lederer David Obwegeser |
| Godzina: 19:00 | 4 min. kar |                 | 14 min. kar | Widzów: 8693 Sędzia główny: Sean MacFarlane Siergiej Morozow Sędziowie liniowi: Vít Lederer David Obwegeser |

Mecz o trzecie miejsce
| 5 stycznia 2020 | Szwecja | 3:2 | Finlandia | Ostravar Aréna, Ostrawa |

| Szczegóły      | Szczegóły                                                     | Szczegóły       | Szczegóły                                     | Szczegóły                                                                                                   |
| -------------- | ------------------------------------------------------------- | --------------- | --------------------------------------------- | --- |
| Godzina: 15:00 | R. Sandin (PP) 12:08 S. Fagemo (EQ) 30:34 L. Öberg (EQ) 33:19 | (1:2, 2:0, 0:0) | 08:22 (EQ) P. Puistola 19:00 (EQ) M. Maccelli | Widzów: 7954 Sędzia główny: Michael Campbell Fraser Lawrence Sędziowie liniowi: Chad Huseby Nikita Szałagin |
| Godzina: 15:00 | 10 min. kar                                                   |                 | 16 min. kar                                   | Widzów: 7954 Sędzia główny: Michael Campbell Fraser Lawrence Sędziowie liniowi: Chad Huseby Nikita Szałagin |

Finał
| 5 stycznia 2020 | Kanada | 4:3 | Rosja | Ostravar Aréna, Ostrawa |

| Szczegóły      | Szczegóły                                                                               | Szczegóły       | Szczegóły                                                              | Szczegóły                                                                                                  |
| -------------- | --------------------------------------------------------------------------------------- | --------------- | ---------------------------------------------------------------------- | --- |
| Godzina: 19:00 | D. Cozens (PP2) 31:01 C. McMichael (EQ) 49:20 B. Hayton (PP) 51:21 A. Thomas (EQ) 56:20 | (0:0, 1:2, 3:1) | 29:37 (PP) N. Aleksandrow 34:46 (EQ) G. Denisenko 48:46 (EQ) M. Sorkin | Widzów: 8693 Sędzia główny: Lassi Heikkinen Kristian Vikman Sędziowie liniowi: Ludvig Lundgren Šimon Synek |
| Godzina: 19:00 | 12 min. kar                                                                             |                 | 16 min. kar                                                            | Widzów: 8693 Sędzia główny: Lassi Heikkinen Kristian Vikman Sędziowie liniowi: Ludvig Lundgren Šimon Synek |

## Klasyfikacja końcowa
| Msc. | Reprezentacja     |
| ---- | ----------------- |
|      | Kanada            |
|      | Rosja             |
|      | Szwecja           |
| 4    | Finlandia         |
| 5    | Szwajcaria        |
| 6    | Stany Zjednoczone |
| 7    | Czechy            |
| 8    | Słowacja          |
| 9    | Niemcy            |
| 10   | Kazachstan        |

| Spadek do I Dywizji Grupy A w 2021: | Kazachstan |
| Awans do turnieju MŚ Elity w 2021:  | Austria    |

## Statystyki indywidualne
- Klasyfikacja strzelców:  Samuel Fagemo: 8 goli[1]
- Klasyfikacja asystentów:  Trevor Zegras: 9 asyst[2]
- Klasyfikacja kanadyjska:  Samuel Fagemo: 13 punktów[3]
- Klasyfikacja kanadyjska obrońców:  Rasmus Sandin: 10 punktów[4]
- Klasyfikacja +/−:  David Äbischer: +7[5]
- Klasyfikacja skuteczności interwencji bramkarzy:  Joel Hofer: 93,32%[6]
- Klasyfikacja średniej goli straconych na mecz bramkarzy:  Joel Hofer: 1,60[6]
- Klasyfikacja minut kar:  Oliver Wahlstrom: 31 minut[7]

## Nagrody indywidualne
Dyrektoriat turnieju wybrał trójkę najlepszych zawodniczek, po jednej na każdej pozycji:
- Bramkarz:  Joel Hofer
- Obrońca:  Rasmus Sandin
- Napastnik:  Alexis Lafrenière